# Шумерлинский район
Шу́мерлинский райо́н (чув. Çĕмĕрле районĕ) — административно-территориальная единица в составе Чувашской Республики России. Административный центр — город Шумерля (в состав района не входит).
В границах района с 2022 по 2024 год существовал одноимённый муниципальный округ (в 2004-2022 —  муниципальный район). В границах Шумерлинского района и города республиканского значения Шумерля с 2025 года существует Шумерлинский муниципальный округ (второго формирования), административным центром которого является город Шумерля.

## География
Расположен на западе Чувашии. На севере граничит с Красночетайским и Аликовским, на востоке с Вурнарским, на юге с Ибресинским и Порецким районами, на западе с Пильнинским районом Нижегородской области по реке Суре. Территория района — 1 047,6 км² (5,7 % площади республики).

### Природа
Шумерлинский район лежит в пределах Чувашского плато, по рельефу представляет собой слабохолмистое плато, расчлененное оврагами глубиной 30—80 м. Полезные ископаемые представлены месторождениями торфа, самое крупное из которых — Магазейное — эксплуатируется Порецким торфопредприятием, более мелкие месторождения используются в сельском хозяйстве. Шумерлинское месторождение кирпичных глин — база для Шумерлинского кирпичного завода; разрабатывается Афонинское месторождение строительных песков.
Климат района умеренно континентальный с продолжительной холодной зимой и теплым, иногда жарким летом. Средняя температура января −13 °C, июля 18 °C. Количество выпадающей влаги 490—550 мм в год, {{s}до 70 % осадков}} выпадает в летний период.
Речная сеть представлена Сурой, её малыми притоками и верховьем Большого Цивиля. В поймах Суры и Большого Цивиля встречаются озера, на малых реках и в оврагах сооружены запруды.
В пределах Шумерлинского района выделяются два почвенных района: северная половина района сложена в основном почвами типа серых лесных, южная половина характеризуется дерново-подзолистыми почвами с дерново-среднеподзолистыми и дерново-слабоподзолистыми разновидностями. В пойме Суры и других малых рек почвы дерново-пойменные аллювиальные и болотные.
Район расположен в пределах Присурско-дубравного лесорастительного района, лесистость составляет 59 % (по данным 2015 года — 70 %). Наиболее распространенные леса — дубравы с примесью ясеня, липы, клена, ильма. Пахотные земли расположены только по окраинам лесов. Поймы рек облесены. Чистые дубравы занимают ограниченные площади на северо-востоке района. Хвойных пород мало, встречаются лишь на юго-востоке.
Животный мир разнообразен. Лесная зона является местом обитания медведя, белки, рыси, бобра, лося, крота, выхухоли, барсука, куницы и других животных. В лесостепной зоне (крайний северо-запад и северо-восток) водятся заяц-беляк, лиса, волк, ондатра, ласка и другие. Из промысловых птиц чаще всего встречаются тетерев, глухарь, рябчик, вальдшнеп, коростель и другие. Охраняемые торфяные месторождения являются местом обитания ондатры, серого журавля и других, охраняются также места обитания тетерева и рябчика.

## История
Район образован 9 января 1935 года.
23 июня 1937 года рабочий посёлок Шумерля получил статус города районного подчинения.
2 ноября 1956 года к Шумерлинскому району была присоединена часть территории упразднённого Калининского района. 1 февраля 1963 года город Шумерля получил статус города республиканского (АССР) подчинения. В 1965 году Шумерлинский район был упразднён, но уже 30 декабря 1966 восстановлен.

## Население
| 1993    | 1997    | 2001    | 2002    | 2005    | 2009    | 2010    | 2011    | 2012    |
| ------- | ------- | ------- | ------- | ------- | ------- | ------- | ------- | ------- |
| 15 600  | ↘15 300 | ↘14 800 | ↘13 298 | ↘12 900 | ↘12 386 | ↘10 765 | ↘10 690 | ↘10 600 |
| 2013    | 2014    | 2015    | 2016    | 2017    | 2018    | 2019    | 2020    | 2021    |
| ↘10 331 | ↘10 105 | ↘9762   | ↘9419   | ↘9127   | ↘8806   | ↘8495   | ↘8282   | ↘7870   |

### Национальный состав
По данным переписи населения 2010 года население Шумерлинского района достаточно однородно: преобладает чувашское население. Русские являются большинством в населённых пунктах Большие Алгаши, Подборное, Дубовка, Русские Алгаши, Ахмасиха, Речной, Мыслец (деревня), Кабаново. Русские также проживают в посёлках Мыслец, Саланчик, Триер, Путь Ленина. Наибольшая доля татар в Пинерах и Кабаново.
| Национальность | Число указавших национальность (чел.) | Доля от населения района (%) |
| -------------- | ------------------------------------- | ---------------------------- |
| Чуваши         | 8 730                                 | 81,10 %                      |
| Русские        | 1 685                                 | 15,65 %                      |
| Татары         | 39                                    | 0,36 %                       |
| Мордва         | 43                                    | 0,40 %                       |

## Территориальное устройство
В рамках административно-территориального устройства район делился на 11 административно-территориальных единиц — сельских поселений.
В рамках организации местного самоуправления в 2004-2021 годах муниципальный район включал 11 сельских поселений.  25 мая 2021 года вышел Закон о преобразовании  муниципального района включая все его поселения в муниципальный округ с 1 января 2022 года.
| №  | Сельское поселение                    | Административный центр  | Количество населённых пунктов | Население (чел.) | Площадь (км²) |
| -- | ------------------------------------- | ----------------------- | ----------------------------- | ---------------- | ------------- |
| 1  | Большеалгашинское сельское поселение  | село Большие Алгаши     | 5                             | ↘507             | 168,47        |
| 2  | Егоркинское сельское поселение        | деревня Егоркино        | 5                             | ↘735             | 56,29         |
| 3  | Краснооктябрьское сельское поселение  | посёлок Красный Октябрь | 7                             | ↘555             | 151,37        |
| 4  | Магаринское сельское поселение        | деревня Верхний Магарин | 10                            | ↘634             | 64,18         |
| 5  | Нижнекумашкинское сельское поселение  | село Нижняя Кумашка     | 5                             | ↘758             | 81,35         |
| 6  | Русско-Алгашинское сельское поселение | село Русские Алгаши     | 3                             | ↘625             | 195,14        |
| 7  | Торханское сельское поселение         | деревня Торханы         | 6                             | ↘893             | 142,37        |
| 8  | Туванское сельское поселение          | село Туваны             | 4                             | ↘732             | 61,73         |
| 9  | Ходарское сельское поселение          | село Ходары             | 4                             | ↘839             | 30,03         |
| 10 | Шумерлинское сельское поселение       | деревня Шумерля         | 1                             | ↘762             | 58,97         |
| 11 | Юманайское сельское поселение         | село Юманай             | 7                             | ↗993             | 37,47         |

## Населённые пункты
В район входят 56 населённых пунктов:
| №  | Населённый пункт | Тип     | Население | Поселение                             |
| -- | ---------------- | ------- | --------- | ------------------------------------- |
| 1  | Автобус          | посёлок | ↗18       | Магаринское сельское поселение        |
| 2  | Ахмасиха         | выселок | ↘5        | Большеалгашинское сельское поселение  |
| 3  | Большие Алгаши   | село    | ↗586      | Большеалгашинское сельское поселение  |
| 4  | Бреняши          | деревня | ↗228      | Торханское сельское поселение         |
| 5  | Верхний Магарин  | деревня | ↘34       | Магаринское сельское поселение        |
| 6  | Верхняя Кумашка  | деревня | ↗192      | Нижнекумашкинское сельское поселение  |
| 7  | Волга            | посёлок | ↗190      | Нижнекумашкинское сельское поселение  |
| 8  | Вторые Ялдры     | деревня | ↗262      | Юманайское сельское поселение         |
| 9  | Дубовка          | посёлок | ↗136      | Большеалгашинское сельское поселение  |
| 10 | Егоркино         | деревня | ↗733      | Егоркинское сельское поселение        |
| 11 | Егоркино         | деревня | ↗37       | Магаринское сельское поселение        |
| 12 | Кабаново         | посёлок | ↗294      | Большеалгашинское сельское поселение  |
| 13 | Кадеркино        | деревня | ↗212      | Юманайское сельское поселение         |
| 14 | Калиновка        | деревня | ↗4        | Туванское сельское поселение          |
| 15 | Комар            | посёлок | ↗35       | Магаринское сельское поселение        |
| 16 | Коминтерн        | посёлок | ↗17       | Краснооктябрьское сельское поселение  |
| 17 | Красная Звезда   | посёлок | ↘51       | Краснооктябрьское сельское поселение  |
| 18 | Красный Атмал    | посёлок | ↗39       | Краснооктябрьское сельское поселение  |
| 19 | Красный Октябрь  | посёлок | ↗323      | Краснооктябрьское сельское поселение  |
| 20 | Лесные Туваны    | деревня | ↗523      | Туванское сельское поселение          |
| 21 | Луговая          | деревня | ↗184      | Юманайское сельское поселение         |
| 22 | Малиновка        | посёлок | ↗50       | Егоркинское сельское поселение        |
| 23 | Малые Туваны     | деревня | ↗287      | Туванское сельское поселение          |
| 24 | Молгачкино       | деревня | ↗118      | Торханское сельское поселение         |
| 25 | Мыслец           | деревня | ↗108      | Торханское сельское поселение         |
| 26 | Мыслец           | посёлок | ↗357      | Краснооктябрьское сельское поселение  |
| 27 | Нижний Магарин   | деревня | ↗35       | Магаринское сельское поселение        |
| 28 | Нижняя Кумашка   | село    | ↗610      | Нижнекумашкинское сельское поселение  |
| 29 | Петропавловск    | деревня | ↗96       | Магаринское сельское поселение        |
| 30 | Пилешкасы        | деревня | ↗157      | Ходарское сельское поселение          |
| 31 | Пинеры           | разъезд | ↗117      | Краснооктябрьское сельское поселение  |
| 32 | Подборное        | посёлок | ↗41       | Большеалгашинское сельское поселение  |
| 33 | Покровское       | посёлок | ↗19       | Магаринское сельское поселение        |
| 34 | Полярная Звезда  | посёлок | ↘29       | Магаринское сельское поселение        |
| 35 | Пояндайкино      | деревня | ↗472      | Егоркинское сельское поселение        |
| 36 | Путь Ленина      | посёлок | ↘59       | Краснооктябрьское сельское поселение  |
| 37 | Пюкрей           | деревня | ↗55       | Юманайское сельское поселение         |
| 38 | Речной           | посёлок | ↗168      | Русско-Алгашинское сельское поселение |
| 39 | Русские Алгаши   | село    | ↗532      | Русско-Алгашинское сельское поселение |
| 40 | Савадеркино      | деревня | ↗245      | Егоркинское сельское поселение        |
| 41 | Саланчик         | посёлок | ↗533      | Магаринское сельское поселение        |
| 42 | Синькасы         | деревня | ↗120      | Торханское сельское поселение         |
| 43 | Тарн-Сирма       | деревня | ↗92       | Юманайское сельское поселение         |
| 44 | Торханы          | деревня | ↗737      | Торханское сельское поселение         |
| 45 | Триер            | посёлок | ↗20       | Магаринское сельское поселение        |
| 46 | Туваны           | село    | ↗373      | Туванское сельское поселение          |
| 47 | Тугасы           | деревня | ↗200      | Ходарское сельское поселение          |
| 48 | Ульяновское      | посёлок | ↗98       | Нижнекумашкинское сельское поселение  |
| 49 | Ходары           | село    | ↗630      | Ходарское сельское поселение          |
| 50 | Чертаганы        | деревня | ↗71       | Торханское сельское поселение         |
| 51 | Чувашские Алгаши | деревня | ↗302      | Русско-Алгашинское сельское поселение |
| 52 | Шумерля          | деревня | ↘762      | Шумерлинское сельское поселение       |
| 53 | Эшменейкино      | деревня | ↗83       | Юманайское сельское поселение         |
| 54 | Юманай           | село    | ↗626      | Юманайское сельское поселение         |
| 55 | Яндаши           | деревня | ↗345      | Ходарское сельское поселение          |
| 56 | Яхайкино         | посёлок | ↗4        | Егоркинское сельское поселение        |

Упразднённые населённые пункты
- 2024 год — разъезд Кумашка

## Известные люди
- Иваничев, Георгий Александрович
- Кудаков, Юрий Дмитриевич — Почетный гражданин Шумерлинского района.
- Черкесов, Леонид Ильич

## Экономика
Шумерлинский район имеет промышленно-аграрную специализацию. Промышленность, на долю которой в валовом объёме продукции приходится 90 %, размещена в основном в Шумерле. В структуре промышленности на первом месте лесная и деревообрабатывающая отрасль, затем машиностроение и металлообработка, пищевая, лёгкая отрасли. На территории района имеется около десятка пилорам.
Район производит корпусную мебель, специализированные автомобили, кожгалантерейные товары, разнообразную продукцию пищевой промышленности. На станции Мыслец действовал лесотарный цех, в селе Алгаши — деревообрабатывающий комбинат.
Существенное место в экономике района занимает сельское хозяйство, которое специализируется на молочно-мясном живодноводстве и выращивании зерна, картофеля, хмеля. Начала складываться пригородная специализация сельского хозяйства по выращиванию овощей защищённого грунта, производству яиц.
Транспорт
Основу транспортной сети составляет железная дорога «Москва—Казань», которая пересекает район по его центральной части с запада на восток. Общая протяжённость автодорог с твёрдым покрытием составляет 184,2 км. Из них главные «Сурское—Шумерля—Чебоксары», «Нижний Новгород—Казань» и ряд дорог областного значения.